# Veřejná obchodní společnost
Veřejná obchodní společnost je osobní obchodní společnost. V České republice její činnost upravuje zákon o obchodních korporacích (do konce roku 2013 obchodní zákoník).
V roce 2022 existovalo v České republice 5 674 veřejných obchodních společností. Jejich počet ale každým rokem klesá.

## Charakter společnosti
Veřejná obchodní společnost je taková společnost, v níž podnikají minimálně dvě osoby a ručí za její dluhy celým svým majetkem, a to společně a nerozdílně. Právě to je velkou nevýhodou této právní formy podnikání – při krachu společnosti může její spoluvlastník přijít o všechno, co vlastní. V případě, kdy je společníkem právnická osoba, vykonává společnická práva a povinnosti jí pověřený zmocněnec, kterým může být pouze fyzická osoba.

## Založení a vznik společnosti
Společnost se zakládá společenskou smlouvou, jež musí obsahovat firmu společnosti, společníky a předmět podnikání. Ve firmě (názvu) musí být buď zkratka v. o. s. nebo veř. obch. spol. nebo také a spol. (ovšem pouze v případě, že název firmy obsahuje jméno alespoň jednoho ze společníků). Ve společenské smlouvě společníci zpravidla uvedou dělení majetku společnosti mezi sebe v případě, že bude někdy zrušena, nebo také rozdělení zisku.
Společnost vznikne až ke dni zápisu do obchodního rejstříku.

## Statutární orgán
Statutárním orgánem veřejné obchodní společnosti může být jeden společník, několik společníků nebo všichni společníci.

## Přeměny společnosti
Veřejná obchodní společnost může fúzovat s jinou veřejnou obchodní společností nebo s komanditní společností.

## Zrušení a zánik
Společnost se ruší:
- na základě jednostranného právního jednání
  - výpovědí společníka,
  - vyloučením společníka.
- rozhodnutím soudu
  - v souvislosti s konkursem na majetek některého ze společníků nebo zamítnutím insolvenčního návrhu pro nedostatek majetku
  - schválením oddlužení některého ze společníků,
  - v případě nařízení výkonu rozhodnutí postižením podílu společníka na společnosti,
  - z jiných právních důvodů (např. dle § 172 OZ, dle § 93 a § 115 odst. 1 ZOK).
- na základě právní události
  - smrtí společníka, ledaže společenská smlouva připouští dědění podílu, nebo zánikem společníka právnické osoby, ledaže společenská smlouva připouští přechod podílu na právního nástupce,
  - společník přestane splňovat požadavky podle § 46 ZOK.
- z jiných důvodů určených ve společenské smlouvě.

Společnost ale zanikne až ke dni výmazu z obchodního rejstříku.